# Tavola di composizione
In algebra la tavola di composizione (o anche tavola di moltiplicazione) degli elementi di un insieme {\displaystyle S=\left\{s_{1},s_{2},s_{3},...\right\}} rispetto ad una legge di composizione interna {\displaystyle \star } è una tabella a doppia entrata in cui l'elemento che occupa la posizione ij è dato dalla composizione tramite {\displaystyle \star } tra l'i-esimo elemento di S e il j-esimo:
{\displaystyle s_{ij}=s_{i}\star s_{j}}
Le tavole di composizione sono particolarmente utili nella definizione o nello studio di leggi di composizione interne in un insieme finito: in tale caso, infatti, la legge di composizione è completamente determinata dalla sua tavola di composizione. Alcune proprietà di una legge di composizione {\displaystyle \star }, nel caso in cui l'insieme S in cui è definita è finito, possono essere dedotte dalla tavola di composizione corrispondente. Ad esempio, una legge di composizione commutativa è caratterizzata da una tavola di composizione in cui l'elemento {\displaystyle s_{ij}} è uguale all'elemento {\displaystyle s_{ji}}, e questo fa in modo che la tavola di composizione sia simmetrica rispetto alla diagonale principale della tavola.
```
(-)x(-)=+
(+)x(+)=+
(+)x(-)=-
(-)x(+)=-
```